# Campeonato Neerlandés de Fútbol 1902-03
El Campeonato Neerlandés de Fútbol 1902/03 fue la 15.ª edición del campeonato de fútbol de los Países Bajos. Participaron dieciocho equipos divididos en tres divisiones. Esta temporada, la división occidental se había dividido en dos, creando la Eerste Klasse Oeste-A y la Eerste Klasse Oeste-B. El campeón nacional fue determinado por una liguilla con los ganadores de las tres divisiones. HVV Den Haag ganó el campeonato de este año superando al Vitesse y al Volharding.

## Nuevos participantes
Eerste Klasse Oeste-A:
- Sparta Rotterdam regresó después de un año de ausencia

Eerste Klasse Oeste-B (nueva división)
Trasladados desde la División Este:
- Hercules

Trasladados desde la División Oeste-A
- HBS Creayenhout
- Rapiditas Rotterdam
- Koninklijke HFC

Nuevos:
- Quick 1890
- Volharding

## Divisiones

### Eerste Klasse Este
| Pos | Equipo              | PJ | PG | PE | PP | GF | GC | Pts | DG  | Notas                                        |
| --- | ------------------- | -- | -- | -- | -- | -- | -- | --- | --- | -------------------------------------------- |
| 1   | Vitesse             | 10 | 9  | 0  | 1  | 42 | 13 | 18  | +29 | Clasificado al grupo final por el título.    |
| 2   | PW                  | 10 | 6  | 1  | 3  | 45 | 20 | 13  | +25 |                                              |
| 3   | Go Ahead Wageningen | 10 | 5  | 1  | 4  | 31 | 27 | 11  | +4  | Se fusionaron para formar el GVC Wageningen. |
| 4   | Quick Nijmegen      | 10 | 3  | 2  | 5  | 20 | 29 | 8   | -9  |                                              |
| 5   | Koninklijke UD      | 10 | 3  | 1  | 6  | 23 | 37 | 7   | -14 |                                              |
| 6   | Victoria Wageningen | 10 | 1  | 1  | 8  | 12 | 47 | 3   | -35 | Se fusionaron para formar el GVC Wageningen. |

PJ = Partidos jugados; PG = Partidos ganados; PE = Partidos empatados; PP = Partidos perdidos; GF = Goles a favor; GC = Goles en contra; Pts = Puntos; DG = Diferencia de goles

### Eerste Klasse Oeste-A
| Pos | Equipo                   | PJ | PG | PE | PP | GF | GC | Pts | DG  | Notas                                         |
| --- | ------------------------ | -- | -- | -- | -- | -- | -- | --- | --- | --------------------------------------------- |
| 1   | HVV Den Haag             | 10 | 5  | 4  | 1  | 27 | 10 | 14  | +17 | Clasificado al grupo final por el título. [1] |
| 2   | Sparta Rotterdam         | 10 | 4  | 4  | 2  | 18 | 11 | 12  | +7  |                                               |
| 3   | Ajax Sportman Combinatie | 10 | 4  | 3  | 3  | 23 | 20 | 11  | +3  |                                               |
| 4   | Velocitas                | 10 | 5  | 1  | 4  | 21 | 19 | 11  | +2  | Trasladado a la División Oeste-B.             |
| 5   | HFC Haarlem              | 10 | 1  | 6  | 3  | 19 | 27 | 8   | -8  | Trasladado a la División Oeste-B.             |
| 6   | RAP                      | 10 | 1  | 2  | 7  | 12 | 33 | 4   | -21 |                                               |

PJ = Partidos jugados; PG = Partidos ganados; PE = Partidos empatados; PP = Partidos perdidos; GF = Goles a favor; GC = Goles en contra; Pts = Puntos; DG = Diferencia de goles
[1] HVV Den Haag también es trasladado a la División Oeste-B para la próxima temporada.

### Eerste Klasse Oeste-B
| Pos | Equipo              | PJ | PG | PE | PP | GF | GC | Pts | DG  | Notas                                     |
| --- | ------------------- | -- | -- | -- | -- | -- | -- | --- | --- | ----------------------------------------- |
| 1   | Volharding          | 10 | 9  | 1  | 0  | 29 | 12 | 19  | +17 | Clasificado al grupo final por el título. |
| 2   | HBS Craeyenhout     | 10 | 6  | 1  | 3  | 22 | 20 | 13  | +2  | Trasladado a la División Oeste-A.         |
| 3   | Koninklijke HFC     | 10 | 4  | 1  | 5  | 20 | 16 | 9   | +4  | Trasladado a la División Oeste-A.         |
| 4   | Hercules            | 10 | 4  | 1  | 5  | 24 | 21 | 9   | +3  |                                           |
| 5   | Rapiditas Rotterdam | 10 | 4  | 1  | 5  | 20 | 27 | 9   | -7  |                                           |
| 6   | Quick 1890          | 10 | 0  | 1  | 9  | 13 | 32 | 1   | -19 | Trasladado a la División Oeste-A.         |

PJ = Partidos jugados; PG = Partidos ganados; PE = Partidos empatados; PP = Partidos perdidos; GF = Goles a favor; GC = Goles en contra; Pts = Puntos; DG = Diferencia de goles

### Grupo final por el título
| Pos | Equipo       | PJ | PG | PE | PP | GF | GC | Pts | DG |
| --- | ------------ | -- | -- | -- | -- | -- | -- | --- | -- |
| 1   | HVV Den Haag | 4  | 4  | 0  | 0  | 11 | 2  | 8   | +9 |
| 2   | Vitesse      | 4  | 1  | 0  | 3  | 6  | 10 | 2   | -4 |
| 3   | Volharding   | 4  | 1  | 0  | 3  | 7  | 12 | 2   | -5 |

PJ = Partidos jugados; PG = Partidos ganados; PE = Partidos empatados; PP = Partidos perdidos; GF = Goles a favor; GC = Goles en contra; Pts = Puntos; DG = Diferencia de goles
|                                 |
| Campeón HVV Den Haag 6.° título |